# Alia Bitonci
Alìa Antonietta Bitonci (Mosca, 27 marzo 2006) è una rugbista a 15 italiana, mediano di mischia del Valsugana.

## Biografia
Seconda figlia del politico leghista Massimo Bitonci, in gioventù anch'egli rugbista, è cresciuta a Cittadella, in Veneto; formatasi sportivamente in tale località fin dall'età di 5 anni, fu successivamente alle giovanili del Valsugana di Padova, lì allenata da Sofia Stefan.
Già messasi in evidenza nelle selezioni giovanili italiane, ha debuttato a 17 anni in campionato con Valsugana, laureandosi campione d'Italia nel 2023 e iscrivendo l'anno dopo il suo nome a referto tra i marcatori della finale di torneo 2024, pur persa contro Villorba, e successivamente prendendo parte alle Summer Series del Sei Nazioni femminile 2024 U-20.
Nel corso del Sei Nazioni 2025 è giunto anche l'esordio in nazionale maggiore, contro l'Inghilterra a York, cui ha fatto seguito la seconda finale consecutiva di campionato, benché anch'essa persa ancora contro Villorba.
Le prestazioni in Serie A Élite, tuttavia, le sono valse una delle tre candidature a miglior giocatrice della stagione di campionato 2024-25, e la successiva convocazione nella rosa italiana alla Coppa del Mondo 2025 in Inghilterra.

## Palmarès
- Campionati italiani: 1
Valsugana: 2022-23